# Pupi Avati
Pupi Avati, all'anagrafe Giuseppe Avati (Bologna, 3 novembre 1938), è un regista, sceneggiatore, produttore cinematografico e scrittore italiano.

## Biografia

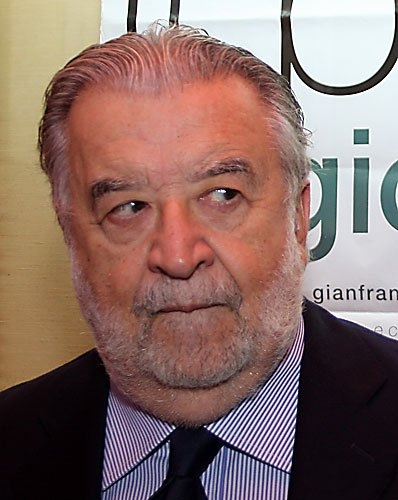
Pupi Avati nell'ottobre del 2008

Giuseppe Avati, noto con il nomignolo "Pupi", figlio di un antiquario bolognese di origine calabrese e fratello maggiore di Antonio, sceneggiatore e produttore, nasce a Bologna il 3 novembre 1938.
Studia scienze politiche all'Università degli Studi di Firenze, e inizialmente tenta una carriera nel jazz: dal 1959 al 1962 fa parte della Rheno Dixieland Band come clarinettista dilettante, ma rinuncia dopo l'ingresso nella band di Lucio Dalla.
Successivamente per quattro anni lavora come rappresentante della Findus surgelati, quelli che descrive come i quattro anni peggiori della sua vita. Illuminato dalla visione di 8½ di Federico Fellini, tenta la strada del cinema. Nel 1968 ottiene da un misterioso imprenditore (si seppe poi trattarsi del costruttore edile Carmine Domenico Rizzo) i finanziamenti per girare due film: Balsamus, l'uomo di Satana (1968) e Thomas e gli indemoniati (1970), due film "orgogliosamente provinciali".

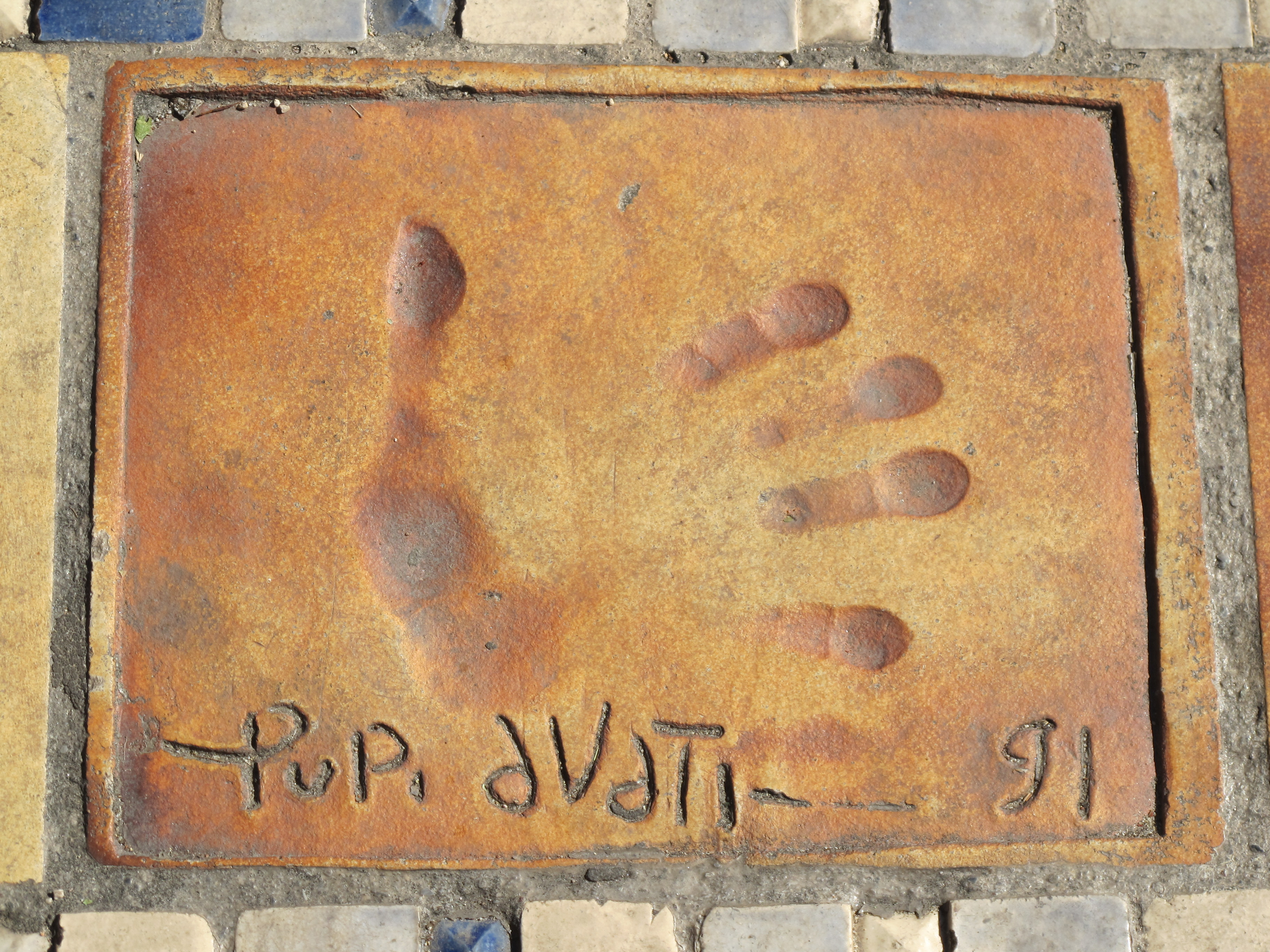
Le impronte di Pupi Avati a Cannes nella Walk of Fame della Croisette

Dopo avere collaborato alla sceneggiatura di Salò o le 120 giornate di Sodoma, l'ultima fatica di Pier Paolo Pasolini (anche se, per questioni di diritti, non risulta accreditato pur essendo anche stato pagato), dirige il suo terzo lungometraggio, dal titolo La mazurka del barone, della santa e del fico fiorone (1975), con protagonisti Ugo Tognazzi e Paolo Villaggio, seguito da La casa dalle finestre che ridono (1976), un giallo-horror che dà inizio al cosiddetto filone del gotico padano e che con gli anni è divenuto un film di culto per gli appassionati. Avati si cimenta in questo genere, che sembra proprio adattarsi alla sua personalità, potendo però disporre di budget superiore e di una squadra in cui si può notare la presenza, tra gli altri, come sceneggiatore, di Maurizio Costanzo. Durante le riprese del film, girato a Comacchio e nelle valli ferraresi, fu avvertita la scossa di terremoto che sconvolse il Friuli: la scena è stata raccontata dallo stesso Avati e dall'aiuto regista Cesare Bastelli.
Nel 1977 esce Bordella, musical demenziale censurato all'uscita, che vede tra gli interpreti anche Christian De Sica, Gigi Proietti, Tiziana Pini agli esordi, e la participazione di Vincent Gardenia.
Nello stesso anno Avati presenta il film grottesco Tutti defunti... tranne i morti che all'epoca riscuote un discreto successo anche tra gli addetti ai lavori (come per lo sceneggiatore Bernardino Zapponi) e presso la critica.
Nel 1978 il nome di Pupi Avati diviene noto al grande pubblico in seguito alla messa in onda sulla RAI dello sceneggiato in tre puntate Jazz band, che racconta la storia della Doctor Dixie Jazz Band. Sarà seguito dalle miniserie Cinema!!! del 1979 e Dancing Paradise del 1982, dallo speciale Accadde a Bologna del 1983, ed È proibito ballare del 1989.

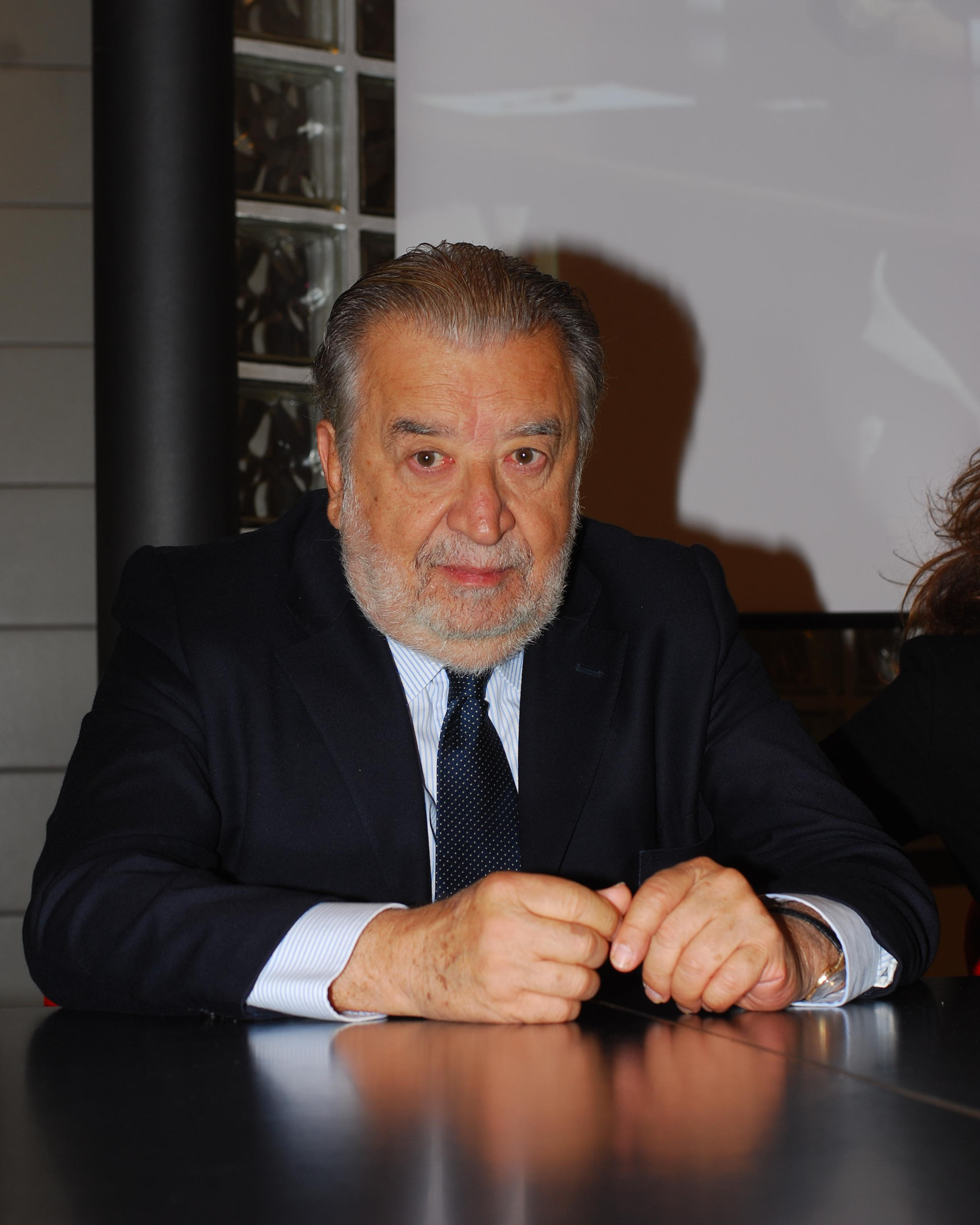
Pupi Avati nel 2008

Nel 1979 collabora con i Pooh dirigendo lo special televisivo Viva, cronaca minuto per minuto della lavorazione dell'omonimo album, che va in onda il Natale di quello stesso anno. Nel 1980, insieme al fratello Antonio Avati, Roberto Gandus e lo stesso Lamberto Bava, firma la sceneggiatura di Macabro, film che segna l'esordio alla regia di Lamberto Bava, figlio di uno dei maestri dell'horror cinematografico italiano, Mario Bava.
Nel 1983 il regista bolognese passa alla commedia, dirigendo Una gita scolastica, con Carlo delle Piane e Tiziana Pini, film che ha concorso al Festival del Cinema di Venezia, in seguito ritorna al thriller-horror con Zeder, giudicato una fra le sue migliori opere dai cultori del genere, scritto anch'esso in collaborazione con il fratello Antonio e Maurizio Costanzo, nel quale messaggi letti sul nastro di una macchina per scrivere elettrica conducono alla scoperta dei terreni K, dove i morti lì sepolti possono riprendere vita. Il film, uscito un anno prima di Pet Sematary di Stephen King, ne anticipa quindi la tematica. Sulla vicenda narrata aleggia la figura del leggendario alchimista Fulcanelli, autore di Il mistero delle cattedrali.
Dopo Impiegati (1984) Avati è nuovamente alla regia di un lungometraggio, ovvero Regalo di Natale (1986), film amaro sull'amicizia e sui tradimenti con Diego Abatantuono in versione drammatica, gli attori feticcio di Avati, Carlo Delle Piane e Gianni Cavina, Alessandro Haber e George Eastman. Il film avrà un seguito nel 2004 intitolato La rivincita di Natale.
Vengono poi i successivi Storia di ragazzi e di ragazze (1989), Bix (1991), il thriller L'amico d'infanzia (1993) che si segnala per l'ambientazione negli USA e per i valori di produzione hollywoodiani e L'arcano incantatore (1996) con Stefano Dionisi.

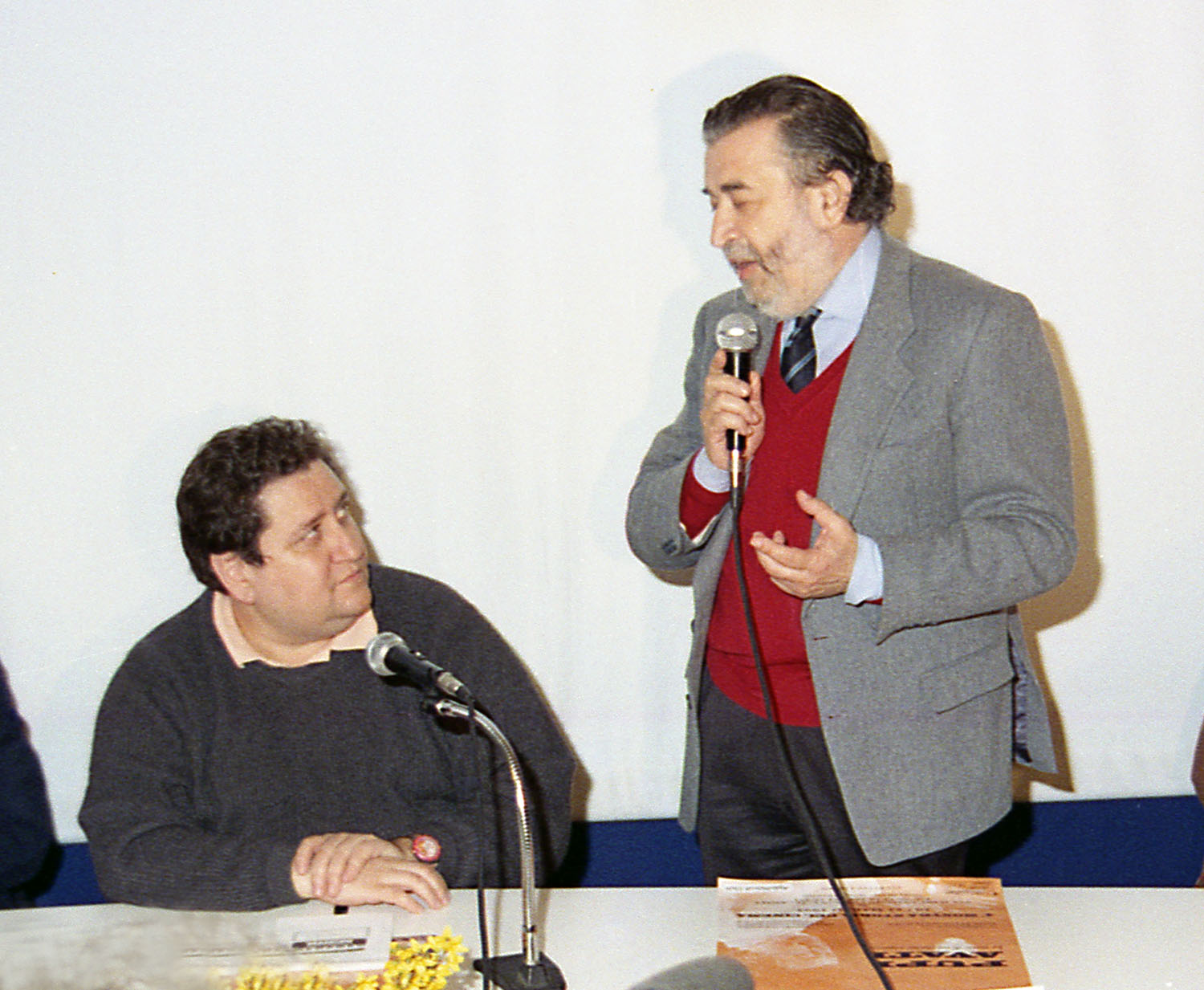
Con Vincenzo Mollica nel 1995

Scrive la sceneggiatura per la miniserie TV RAI Voci notturne (1995), diretta da Fabrizio Laurenti, oggi considerata un cult da parte degli appassionati del genere. Anche qui ci sono riferimenti a Fulcanelli, che già veniva rievocato in Zeder. Nel 1996 produce il film Il Sindaco con Anthony Quinn, Anna Bonaiuto, Raoul Bova, Maria Grazia Cucinotta e diretto da Ugo Fabrizio Giordani, tratto liberamente dall'opera teatrale Il sindaco del rione Sanità di Eduardo De Filippo. Nel 1997 gira Il testimone dello sposo e nel 1999 La via degli angeli.
Nel 2001 esce I cavalieri che fecero l'impresa e nel 2003 dirige il sentimentale Il cuore altrove che vede protagonisti Neri Marcorè e Vanessa Incontrada, qui nel ruolo di una giovane ragazza non vedente.
Il 2005 porta sullo schermo Vittoria Puccini, Paolo Briguglia e Claudio Santamaria nella commedia romantica Ma quando arrivano le ragazze?, e dirige Antonio Albanese, Katia Ricciarelli, Marisa Merlini, Angela Luce e nuovamente Neri Marcorè ne La seconda notte di nozze. Nel 2007 è la volta di La cena per farli conoscere, con Diego Abatantuono accompagnato da Francesca Neri, Inés Sastre, Vanessa Incontrada e Violante Placido, e Il nascondiglio, nuova incursione avatiana nell'horror, con Laura Morante nella parte di una donna italiana che rileva un inquietante edificio a Davenport, nello Iowa; nel 2008 di Il papà di Giovanna. Nel 2009 esce Gli amici del bar Margherita, mentre nel 2010 Il figlio più piccolo e Una sconfinata giovinezza.
Nel 2011 ha presentato in concorso alla Festa del cinema di Roma il film Il cuore grande delle ragazze, con la partecipazione di Micaela Ramazzotti e del cantante Cesare Cremonini.
Nel 2013 dirige una fiction con Christian De Sica dal titolo Un matrimonio, in onda su RaiUno.

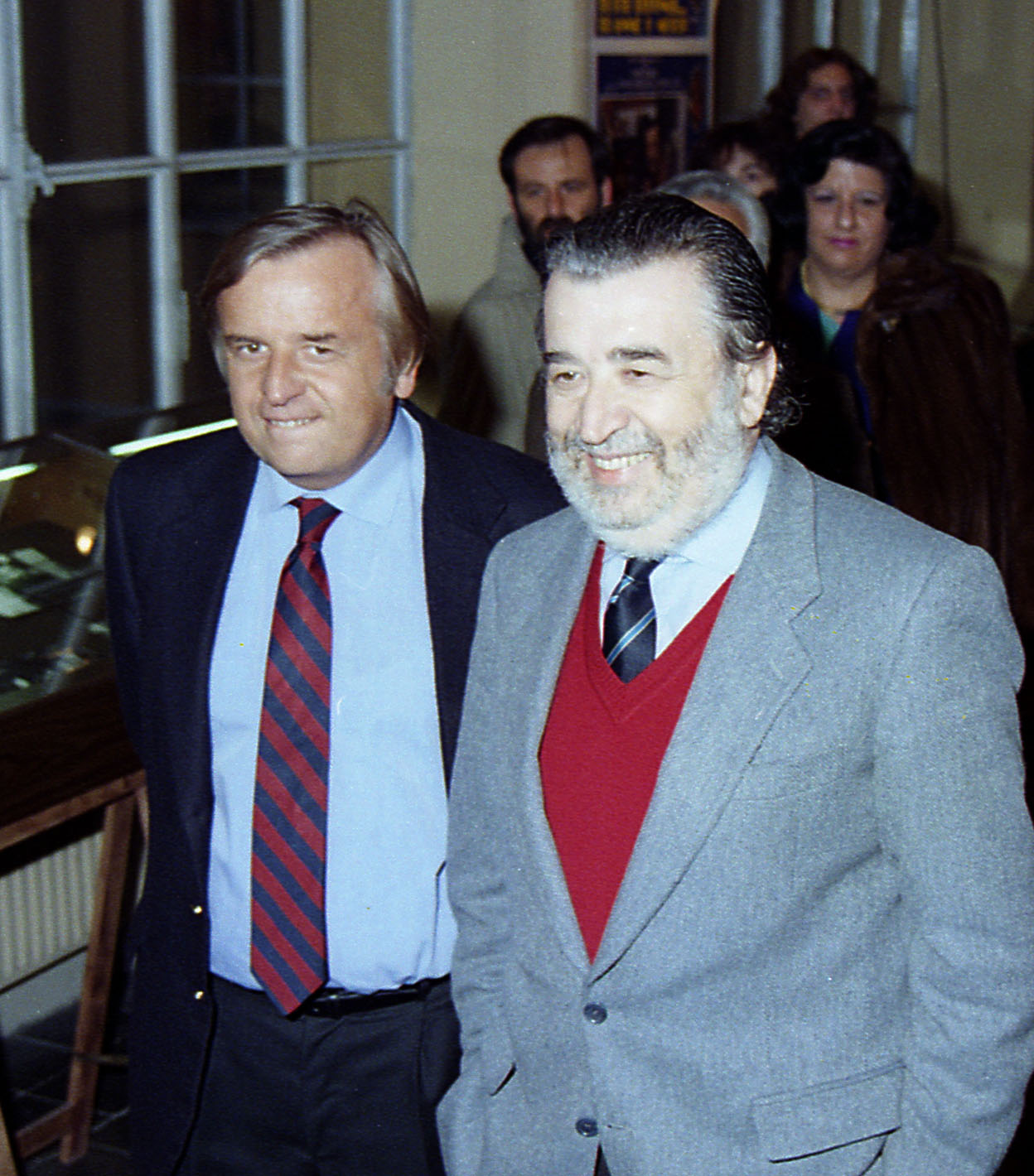
Antonio e Pupi Avati (1995)

Sempre nel 2008 ha pubblicato la sua autobiografia Sotto le stelle di un film, edita da Il Margine, e ha vinto, per il film Magnificat del 1993, il XX Premio Internazionale Ascoli Piceno organizzato dall'Istituto Superiore di Studi Medievali "Cecco d'Ascoli". Dal 9 dicembre al 12 dicembre 2009 partecipa al Mitreo Film Festival, a Santa Maria Capua Vetere.
Nel 2010 è stato realizzato un film documentario di interviste e animazioni Pupi Avati, ieri oggi domani, diretto dal regista Claudio Costa, ispirato all'autobiografia del regista Sotto le stelle di un film. Al documentario hanno partecipato i tre figli, diversi attori e collaboratori, tra cui Carlo delle Piane, Diego Abatantuono, Katia Ricciarelli, Christian De Sica. Nel 2013 sceneggia e dirige Il bambino cattivo, film per la televisione realizzato da Rai Fiction in collaborazione con l'Autorità garante per l'infanzia e l'adolescenza e trasmesso il 20 novembre 2013 in prima serata Rai in occasione della Giornata internazionale per i diritti dell'infanzia e dell'adolescenza.
Presiede la Fondazione Federico Fellini, nata nel 1995 in memoria del grande regista riminese, che aveva esercitato grande influenza sullo stesso Avati e che gli era divenuto amico negli ultimi anni di vita, al punto che, come dichiara lo stesso regista, avevano concertato di girare un film in segreto per poi diffonderlo successivamente. L'amore e la passione per la musica e per la propria città lo hanno accompagnato per tutta la vita: il regista spesso gira i suoi film a Bologna ed è solito inserire in essi numerosi riferimenti musicali, ispirandosi direttamente, in alcuni casi, a questa sua esperienza (come per esempio in Ma quando arrivano le ragazze?). Sempre questo amore per la musica e in particolare per il jazz, lo porterà a scrivere e dirigere il film TV Jazz Band nel 1978 e, nel 1991, Bix, dedicato alla figura di Bix Beiderbecke.
Nel settembre 2014 vince il premio come miglior sceneggiatura dell'anno per il film con Sharon Stone e Riccardo Scamarcio Un ragazzo d'oro al Montreal World Film Festival in Canada. Nel 2015 pubblica il suo primo romanzo Il ragazzo in soffitta, risultato tra i finalisti del Premio Stresa di narrativa dell'anno 2015 , seguito poi nel 2018 da Il signor Diavolo.
Nel 2019 torna al cinema horror-gotico con il film Il signor Diavolo tratto dal suo romanzo omonimo, sceneggiato dallo stesso Avati con il figlio Tommaso e il fratello Antonio Avati, e interpretato tra gli altri da Massimo Bonetti, Alessandro Haber, Lino Capolicchio, Gianni Cavina, Chiara Caselli e Andrea Roncato. Per quest’opera il 6 luglio 2020 riceve, insieme ad Antonio e Tommaso Avati, il Nastro d'argento al migliore soggetto.
A febbraio del 2021 esce Lei mi parla ancora, tratto dal romanzo Lei mi parla ancora - Memorie edite e inedite di un farmacista di Giuseppe Sgarbi, interpretato da Renato Pozzetto e Stefania Sandrelli. Il film avrebbe dovuto essere distribuito nelle sale cinematografiche ma a causa della pandemia di COVID-19 è stato venduto a Sky Cinema, che l'ha trasmesso in prima visione l'8 febbraio 2021.
Il 29 settembre 2022 esce al cinema il film Dante, ispirato al libro di Giovanni Boccaccio Trattatello in laude di Dante, che narra la vita del poeta Dante Alighieri raccontata dallo stesso Boccaccio. Il 16 giugno 2022 all'Auditorium di via della Conciliazione a Roma si è tenuta la première della pellicola alla presenza del Presidente della Repubblica Sergio Mattarella. Nel 2023 viene scelto dal vicepremier e ministro Antonio Tajani come consulente – a titolo gratuito – per "le tematiche afferenti al settore della cultura". L'impegno su Dante sarà poi tra le motivazioni del conferimento della laurea honoris causa in Italianistica riconosciuta al regista dall'Università degli studi Roma Tre nel 2024.
Il 4 maggio 2023 esce al cinema il film La quattordicesima domenica del tempo ordinario interpretato da Gabriele Lavia, Edwige Fenech, Massimo Lopez e Lodo Guenzi.

## Vita privata
Vive a Roma ed è sposato dal 1964 con Amelia Turri, chiamata "Nicola" in onore del nonno molto amato, con la quale ha avuto tre figli: Mariantonia Avati, nata nel 1966, a sua volta regista; Tommaso Avati, nato nel 1969, sceneggiatore; Alvise, nato nel 1971, animatore 3D.
È un grande tifoso del Milan.

## Filmografia

Pupi Avati in compagnia del pittore Giovanni Bruzzi, 1986

### Regia

#### Cinema
- Balsamus, l'uomo di Satana (1968)
- Thomas e gli indemoniati (1970)
- La mazurka del barone, della santa e del fico fiorone (1975)
- Bordella (1976)
- La casa dalle finestre che ridono (1976)
- Tutti defunti... tranne i morti (1977)
- Le strelle nel fosso (1979)
- Aiutami a sognare (1981)
- Zeder (1983)
- Una gita scolastica (1983)
- Noi tre (1984)
- Impiegati (1985)
- Festa di laurea (1985)
- Regalo di Natale (1986)
- Ultimo minuto (1987)
- Sposi (1988) – primo episodio
- Storia di ragazzi e di ragazze (1989)
- Bix (1991)
- Fratelli e sorelle (1992)
- Magnificat (1993)
- Dichiarazioni d'amore (1994)
- L'amico d'infanzia (1994)
- L'arcano incantatore (1996)
- Festival (1996)
- Il testimone dello sposo (1997)
- La via degli angeli (1999)
- I cavalieri che fecero l'impresa (2001)
- Il cuore altrove (2003)
- La rivincita di Natale (2004)
- Ma quando arrivano le ragazze? (2005)
- La seconda notte di nozze (2005)
- La cena per farli conoscere (2006)
- Il nascondiglio (2007)
- Il papà di Giovanna (2008)
- Gli amici del bar Margherita (2009)
- Il figlio più piccolo (2010)
- Una sconfinata giovinezza (2010)
- Il cuore grande delle ragazze (2011)
- Un ragazzo d'oro (2014)
- Il signor Diavolo (2019)
- Lei mi parla ancora (2021)
- Dante (2022)
- La quattordicesima domenica del tempo ordinario (2023)
- L'orto americano (2024)
- Nel tepore del ballo (2025)

#### Televisione
- Jazz band (1978) – miniserie TV
- Cinema!!! (1979) – miniserie TV
- I Pooh in concerto (1979) – special TV
- Mille bambine per un sogno (1980) – speciale realizzato per la rubrica di Rai Uno Variety
- Hengel Gualdi in concerto (1980) – special TV
- Paolo il caldo (1980) – special TV
- Dancing Paradise (1982) – miniserie TV
- Accadde a Bologna (1983) – speciale realizzato per la rubrica Rai Che fai ridi?
- Dino Sarti in concerto (1983) – special TV
- Hamburger Serenade (1986) – Show TV
- Confessioni di un alcolista (1987) – Realizzato per il ciclo di Rai Tre Quaderni di città
- Gli industriosi della domenica (1987) – Docufilm realizzato in occasione del 150ºanniversario della Cassa di Risparmio di Bologna
- È proibito ballare (1989) – serie TV ideata da Pupi Avati e Antonio Avati, regia di Cesare Bastelli e Fabrizio Costa
- Lelio Luttazzi il giovanotto matto (2008) – Docufilm
- Il bambino cattivo (2013) – film TV
- Un matrimonio (2013) – miniserie TV
- Un viaggio di cento anni (2015) – Docufiction
- Con il sole negli occhi (2015) – film TV
- Le nozze di Laura (2015) – film TV
- Il fulgore di Dony (2018) – film TV
- Nato il sei ottobre (2024) – docufilm

### Sceneggiatura
- Balsamus, l'uomo di Satana (1968)
- Thomas e gli indemoniati (1970)
- Il bacio (1974), regia di Mario Lanfranchi
- La mazurka del barone, della santa e del fico fiorone (1974)
- Il cav. Costante Nicosia demoniaco ovvero: Dracula in Brianza (1975), regia di Lucio Fulci
- Salò o le 120 giornate di Sodoma (1975), regia di Pier Paolo Pasolini (non accreditato)
- La padrona è servita (1976) di Mario Lanfranchi
- Bordella (1975)
- La casa dalle finestre che ridono (1976)
- Tutti defunti... tranne i morti (1977)
- Jazz band (1978) – miniserie TV
- Le strelle nel fosso (1978)
- Cinema!!! (1979) – miniserie TV
- Macabro (1980), regia di Lamberto Bava
- Aiutami a sognare (1981)
- Dancing Paradise (1982) – miniserie TV
- Accadde a Bologna (1983) – special TV della serie Che fai ridi?
- Zeder (1983)
- Una gita scolastica (1983)
- Noi tre (1984)
- Impiegati (1985)
- Festa di laurea (1985)
- Hamburger Serenade (1986) – Show TV
- Regalo di Natale (1986)
- Ultimo minuto (1987)
- Sposi (1987) – primo episodio
- Storia di ragazzi e di ragazze (1989)
- Dove comincia la notte (1991), regia di Maurizio Zaccaro
- Bix (1991)
- Fratelli e sorelle (1992)
- Magnificat (1993)
- Dichiarazioni d'amore (1994)
- La stanza accanto (1994), regia di Fabrizio Laurenti
- L'amico d'infanzia (1994)
- Voci notturne, regia di Fabrizio Laurenti – miniserie TV (1995)
- L'arcano incantatore (1996)
- Festival (1996)
- Il testimone dello sposo (1998)
- La via degli angeli (1999)
- I cavalieri che fecero l'impresa (2001)
- Il cuore altrove (2003)
- La rivincita di Natale (2004)
- Ma quando arrivano le ragazze? (2005)
- La seconda notte di nozze (2005)
- La cena per farli conoscere (2006)
- Il nascondiglio (2007)
- Il papà di Giovanna (2008)
- Lelio Luttazzi il giovanotto matto (2008) – Docufilm
- Gli amici del bar Margherita (2009)
- Il figlio più piccolo (2010)
- Una sconfinata giovinezza (2010)
- Il cuore grande delle ragazze (2011)
- Il bambino cattivo (2013) – film TV
- Un matrimonio (2013) – miniserie TV
- Un viaggio di cento anni (2015) – Docufiction
- Un ragazzo d'oro (2014)
- Con il sole negli occhi (2015) – film TV
- Le nozze di Laura (2015) – film TV
- Il fulgore di Dony (2018) – film TV
- Il signor Diavolo (2019)
- Lei mi parla ancora (2021)
- Dante (2022)
- La quattordicesima domenica del tempo ordinario (2023)
- Nato il sei ottobre (2024) – docufilm
- Le stanze di Verdi  (2024) – docufilm

### Attore
- Case abbandonate, regia di Alessandro Scillitani – documentario (2011)
- Benvenuto Presidente! regia di Riccardo Milani (2013)

## Programmi televisivi
- Hamburger Serenade – programma TV (1986)

## Libri
- Bix, con Antonio Avati, Segrate (MI), Frassinelli, 1991 ISBN 88-7684-177-6.
- I cavalieri che fecero l'impresa, Milano, Mondadori, 2000, ISBN 88-04-48255-9.
- Il cuore altrove e altre storie, Roma, Gremese, 2002, ISBN 88-8440-219-0.
- La seconda notte di nozze, Milano, Mondadori, 2005 ISBN 88-04-54519-4.
- La via degli angeli, con Antonio Avati, Diabasis, 2005, ISBN 88-8103-186-8.
- Ma quando arrivano le ragazze?, a cura di Lorenzo Codelli, Marsilio, 2005, ISBN 88-317-8597-4.
- Il nascondiglio, Milano, Mondadori, 2007, ISBN 978-88-04-57276-3.
- Il papà di Giovanna, Milano, Mondadori, 2008, ISBN 978-88-04-57429-3.
- Sotto le stelle di un film, Trento, Il Margine, 2008, ISBN 978-88-6089-034-4.
- Una sconfinata giovinezza, Garzanti, 2010, ISBN 978-88-11-68198-4.
- Gli amici del Bar Margherita, Garzanti, 2010, ISBN 978-88-11-67980-6.
- Il figlio più piccolo, Milano, Garzanti, 2010, ISBN 978-88-11-68162-5.
- La grande invenzione: un'autobiografia, Milano, Rizzoli, 2013, ISBN 978-88-17-06201-5.
- Il ragazzo in soffitta, Milano, Ugo Guanda, 2015, ISBN 978-88-235-1540-6.
- La casa delle signore buie, con Roberto Gandus, Golem, 2016, ISBN 978-88-98771-50-9.
- Il signor Diavolo, Milano, Ugo Guanda, 2018, ISBN 978-88-235-1603-8.
- L'archivio del diavolo, Solferino, 2020, ISBN 978-88-282-0360-5.
- L'alta fantasia. Il viaggio di Boccaccio alla scoperta di Dante, Solferino, 2021, ISBN 978-88-282-0746-7.
- Giuseppe Sgarbi e Pupi Avati, Lei mi parla ancora. Memorie edite e inedite di un farmacista, Milano, La nave di Teseo, 2021, ISBN 978-88-346-0569-1.
- L'orto americano: romanzo del genere gotico maggiore, Milano, Solferino, 2023, ISBN 978-88-282-1319-2.

## Riconoscimenti

### Ciak d'oro
- 1986 – Candidatura a miglior sceneggiatura per Festa di laurea
- 1987 – Candidatura a miglior sceneggiatura per Regalo di Natale
- 1990 – Miglior sceneggiatura per Storia di ragazzi e di ragazze
- 2020 – Candidatura a miglior regista per Il signor Diavolo
- 2021 – Candidatura a miglior regista per Lei mi parla ancora

### David di Donatello
- 1985 – Candidatura a miglior regista per Impiegati
- 1985 – Candidatura a miglior sceneggiatura per Noi tre
- 1987 – Candidatura a miglior regista per Regalo di Natale
- 1987 – Candidatura a miglior sceneggiatura per Regalo di Natale
- 1990 - Candidatura a miglior regista per Storia di ragazzi e di ragazze
- 1990 – Migliore sceneggiatura per Storia di ragazzi e di ragazze
- 1995 – David Luchino Visconti
- 2003 – Migliore regista per Il cuore altrove
- 2004 – Candidatura a miglior regista per La rivincita di Natale
- 2009 – Candidatura a miglior regista per Il papà di Giovanna
- 2021 – Candidatura a miglior sceneggiatura adattata per Lei mi parla ancora
- 2025  -  David di Donatello alla carriera

### Nastro d'argento
- 1977 – Candidatura a regista del miglior film per Tutti defunti...tranne i morti
- 1981 – Candidatura a regista del miglior film per Aiutami a sognare
- 1984 – Regista del miglior film per Una gita scolastica
- 1984 – Miglior soggetto per Una gita scolastica
- 1987 – Candidatura a regista del miglior film per Regalo di Natale
- 1987 – Candidatura a miglior sceneggiatura per Regalo di Natale
- 1990 – Miglior sceneggiatura per Storia di ragazzi e di ragazze
- 1990 – Regista del miglior film per Storia di ragazzi e di ragazze
- 1993 – Candidatura a regista del miglior film per Fratelli e sorelle
- 1997 – Miglior produttore per Festival
- 2000 – Candidatura a miglior sceneggiatura per La via degli angeli
- 2003 – Candidatura a regista del miglior film per Il cuore altrove
- 2003 – Candidatura a miglior soggetto per Il cuore altrove
- 2005 – Candidatura a miglior sceneggiatura per La rivincita di Natale
- 2006 – Candidatura a regista del miglior film per La seconda notte di nozze
- 2009 – Candidatura a miglior produttore per Il papà di Giovanna
- 2009 - Candidatura a regista del miglior film per Il papà di Giovanna
- 2010 – Candidatura a miglior soggetto per Il figlio più piccolo
- 2011 – Nastro d'argento speciale per Una sconfinata giovinezza
- 2011 - Candidatura a miglior soggetto per Una sconfinata giovinezza
- 2020 – Miglior soggetto per Il signor Diavolo
- 2021 – Candidatura a miglior film per Lei mi parla ancora
- 2021 - Candidatura a miglior regista per Lei mi parla ancora
- 2025 - Candidatura a miglior regista per L'orto americano

Altri premi e/o riconoscimenti:
2016 - Premio Vincenzo Crocitti International -Vince Award "Alla Carriera"
2020 - Premio Robert Bresson
2025 - Globo d'oro alla carriera
Gli attori Carlo Delle Piane nel 1986 e Silvio Orlando nel 2008, per le loro interpretazioni rispettivamente in Regalo di Natale e Il papà di Giovanna (entrambi scritti e diretti da Pupi Avati), vincono la Coppa Volpi per la migliore interpretazione maschile alla Mostra internazionale d'arte cinematografica di Venezia. Carlo Delle Piane vince anche il Premio Pasinetti nel 1983 (premio collaterale al Festival del cinema di Venezia) come miglior attore nel film Una gita scolastica, scritto e diretto da Pupi Avati.

### Libri
- Ruggero Adamovit e Claudio Bartolini, Il gotico padano: dialogo con Pupi Avati, collana Cinema. Saggi, Le Mani-Microart'S, 2014, ISBN 88-8012-514-1.
- Ruggero Adamovit, Claudio Bartolini e Luca Servini, Nero Avati: visioni dal set, collana Cinema, Registi, Le Mani-Microart'S, 2014, ISBN 88-8012-571-0.
- Claudio Bartolini e Luca Servini, Thriller italiano in cento film, Genova, Le Mani, 2011, ISBN 978-88-8012-602-7.
- Antonio Bruschini e Antonio Tentori, Operazione paura: i registi del gotico italiano, Bologna, PuntoZero, 1997, ISBN 88-86945-06-X.
- Lorenzo Codelli (a cura di), Festival: tra speranze, nevrosi e intrighi, la visione disincantata della Mostra del cinema di Venezia, Marsilio, 1996, ISBN 88-317-6474-8.
- Simone Dubrovic, Il cinema giovane di Pupi Avati, in Daniela De Pau e Simone Dubrovic (a cura di), Zoom d'oltreoceano: istantanee sui registi italiani e sull'Italia, Manziana, Vecchiarelli, 2010,  pp. 59-77, ISBN 978-88-8247-271-9.
- Guido Guidi Guerrera, Pupi Avati: la nave dei sogni, Argelato, Minerva, 2018, ISBN 978-88-332-4119-7.
- Simone Isola, Pupi Avati: il nascondiglio dei generi, Roma, Sovera Multimedia, 2007, ISBN 88-8124-723-2.
- Enrico Lancia, I premi del cinema, Roma, Gremese, 1998, ISBN 88-7742-221-1.
- Enrico Lancia e Roberto Poppi (a cura di), Gialli, polizieschi, thriller: tutti i film italiani dal 1930 al 2000, collana Dizionario del cinema italiano, Roma, Gremese, 2004, ISBN 88-8440-294-8.
- Antonio Maraldi (a cura di), Il cinema di Pupi Avati, Cesena, Il Ponte Vecchio, 2003, ISBN 88-8312-297-6.
- Paolo Mereghetti, Il Mereghetti. Dizionario dei film 2014, vol. 2, Milano, Baldini e Castoldi, 2014, ISBN 978-88-6852-058-8.
- Massimiliano Perrotta, Pupi Avati fuori dal cinema italiano, Roma, Sabinae, 2024, ISBN 979-12-80023-780.
- Antonello Sarno, Pupi Avati, collana Il Castoro Cinema, n. 158, Roma, Il Castoro, 1993, ISBN 88-8033-002-0.
- Luca Servini, Pupi Avati: il cinema dalle finestre che ridono, Piombino, Il Foglio Letterario, 2017, ISBN 978-88-7606-660-3.
- Erriquez Francesco e Palma Giuseppe, Pupi Avati. Tutto il suo cinema dagli esordi a L'orto americano, con Prefazione di Pupi Avati, Historica - Giubilei Regnani, febbraio 2025, ISBN 978-8833376165

### Riviste
- Claudio Bartolini, Fratelli di sangue, in Nocturno, n. 200, 2019.
- Maria Sole Colombo, Piccolo schermo, atto I. Jazz Band, Cinema!!! e Dancing Paradise, in Inland. Quaderni di Cinema, n. 10, Bietti, 2019.
- Umberto Ferrari, Pupi Avati il poeta del quotidiano, in Filmcronache. Rivista trimestrale di cultura cinematografica, n. 1, 2009.
- Stefano Loparco, Sotto le stelle del jazz. Il cinema, il jazz e il cinema jazz, in Inland. Quaderni di Cinema, n. 10, Bietti, 2019.
- Enrico Luceri, Palinsesto giallo, in Sherlock Magazine, n. 30, 2014.
- Davide Pulici, Zeder. Nulla ci ha mai fatto più paura, in Inland. Quaderni di Cinema, n. 10, Bietti, 2019.
- Davide Pulici, Voci notturne, oggetto smarrito, in Nocturno, n. 200, 2019.